# Lucy Simon
Pour les articles homonymes, voir Simon (patronyme).
Lucy Simon, née le 5 mai 1940 à New York et morte le 20 octobre 2022 à Piermont dans l'État de New York, est une compositrice américaine.

## Biographie
Lucy Simon est la fille de Richard L. Simon, cofondateur de l'éditeur Simon & Schuster, Inc., et d’Andrea Simon (née Heinemann), ancienne standardiste, militante pour les droits civiques et chanteuse. Elle a grandi à New York.
Sa carrière a commencé à l'âge de 16 ans quand elle fait partie d'un groupe de musique, The Simon Sisters, avec sa sœur Carly Simon.
Elle crée des pièces de théâtre et des chansons populaires. Elle a enregistré et joué en tant que chanteuse et compositrice, et est connue pour les comédies musicales The Secret Garden et Doctor Zhivago.